# Air Buddies
Air Buddies (no Brasil, Bud: Uma Nova Cãofusão; em Portugal, Air Buddies: Missão Salvar os Pais) é um filme americano de 2006, é um spin-off da série de filmes Air Bud. 
Patrick Cranshaw morreu em 28 de dezembro de 2005, mas ele já havia terminado de filmar todas as suas cenas para o filme. Don Knotts morreu em 24 de fevereiro de 2006, mas já tinha terminado todo o trabalho de dublagem. O filme é dedicado a ambos. 

## Sinopse
Através de uma narração, Sniffer apresenta os cinco Air Buddies, descreve suas personalidades e recapitula como o pai dos filhotes, Air Bud, tornou a cidade de Fernfield famosa através de seu amor pelo esporte.
Selkirk Tander (Holmes Osborne) tenta impressionar Bartleby Livingston (Steve Makaj), filho de Livingston, mostrando a ele um tigre para seu aniversário, mas Bartleby quer Air Bud. O Sr. Livingston oferece 500.000 dólares se o Selkirk conseguir o Buddy para o garoto. Selkirk então envia seu sobrinho Grim e o assistente Denning para capturar Buddy. Enquanto isso os filhotes se metem em uma grande confusão com sua babá, a sra. Niggles, brincando com bolas de lã e comendo uma torta de mirtilo. Isso leva seus donos a finalmente colocar os filhotes para adoção, porém eles decidem fugir.

## Elenco
Atores
- Slade Pearce - Noah Sullivan, filho de Jackie e Patrick e o meio-irmão de Josh e Andrea Framm.

- Holmes Osborne - Selkirk Tander, o vilão do filme.
- Trevor Wright - Grim, sobrinho de Selkirk.
- Paul Rae - Denning
- Christian Pikes - Henry
- Patrick Cranshaw - Xerife Bob
- Tyler Guerrero - Bartleby Livingston
- Steven Makaj - Sr. Miles Livingston
- Richard Karn - Dr. Patrick Sullivan, veterinário, pai de Noé, marido de Jackie e padrasto de Josh e Andrea. Patrick casa com Jackie em Air Bud: Golden Receiver.
- Cynthia Stevenson - Jackie Framm Sullivan, mãe de Josh, Andrea e Noah e esposa de Patrick.
- Jane Carr - Sra. Niggles
- Scout e Parker - Air Bud (dessa vez para o papel de Buddy foi usado mais de um cão)

Vozes
- Abigail Breslin - Rosebud - A única fêmea dos Buddies. Ela sempre usa um laço rosa para se diferenciar de seus irmãos. Ela é protetora e sua cor favorita é rosa.
- Dominic Scott Kay - Buda - O pacífico dos Buddies. Ele é budista e gosta de meditar e usa um colar budista feito de miçangas.
- Josh Flitter - Budderball - Gosta de comida e tem uma camisa de futebol vermelha. Quando sua pata é puxada, ele peida, uma alusão ao "puxe meu dedo".
- Spencer Fox - Mudbud - O cara que gosta de sujeira. Ele usa um lenço azul em volta do pescoço.
- Skyler Gisondo - B-Dawg - Adora hip hop e usa uma corrente de platina com um 'B' para parecer legal.
- Tom Everett Scott - Buddy - O pai dos Buddies. Ele ainda é tão divertido e atlético quanto era antes dos Buddies nascerem. Ele pertence a Noé. Como mostrado nos eventos dos filmes anteriores de "Air Bud", seus antigos donos, Josh e Andrea, cresceram e se mudaram.
- Molly Shannon - Molly - a mãe dos Buddies. Ela ama muito seus filhos e Buddy e fará de tudo para protegê-los. Ela pertence a Henry.
- Michael Clarke Duncan - O Lobo - É um habitante da floresta e ajuda os Buddies a chegar à região vinícola.
- Don Knotts - Sniffer - Um velho Bloodhound que perdeu seu olfato anos atrás. Mais tarde, ele recupera depois de ser pulverizado por um gambá. Ele é um dos personagens do filme que ajuda os Buddies a encontrar seus pais.
- Wallace Shawn - Billy - uma cabra que os Buddies encontram na fazenda. Ele ajuda a manter os Buddies longe das garras de Grim e Denning.
- Debra Jo Rupp - Belinda - uma porca gentil que os Buddies encontram na fazenda e fala "Pig Latin".